# Отенайський сільський округ
Отена́йський сільський округ (каз. Өтенай ауылдық округі, рос. Отенайский сельский округ) — адміністративна одиниця у складі Талдикорганської міської адміністрації Жетисуської області Казахстану. Адміністративний центр — село Отенай.
Населення — 15673 особи (2021; 10530 у 2009, 8922 у 1999, 7976 у 1989).
Станом на 1989 рік існувала Утенайська сільська рада (села Єнбек, Зоря Комунізма, Пригородне, селища Заготскот, Зарічний) Талди-Курганського району.

## Склад
До складу округу входять такі населені пункти:
| Населений пункт  | Населення, осіб (1999) | Населення, осіб (1999) | Населення, осіб (2009) | Населення, осіб (1999) |
| ---------------- | ---------------------- | ---------------------- | ---------------------- | ---------------------- |
| Єнбек, село      | 1264                   | 1477                   | 1710                   | 2494                   |
| Интимак, село    | 151                    | 205                    | 273                    | 1576                   |
| Мойнак, село     | 878                    | 899                    | 1157                   | 1048                   |
| Отенай, село     | 5429                   | 6098                   | 7118                   | 10262                  |
| Пригородне, село | 254                    | 243                    | 272                    | 293                    |